# Roodstaartlijstergaai
De roodstaartlijstergaai (Trochalopteron milnei; synoniem: Garrulax milnei) is een zangvogel uit de familie Leiothrichidae. Deze vogel is genoemd naar de Franse zoöloog Alphonse Milne-Edwards.

## Kenmerken
Het verenkleed is donkerbruin met een staart, die van onderen zwart en van boven rood is. De vleugels zijn roodachtig en de kruin en het achterhoofd roodbruin. Rondom de ogen bevindt zich een grijze vlek. De lichaamslengte bedraagt 26 cm.

## Verspreiding en leefgebied
Deze soort komt voor in Zuid-China en Zuidoost-Azië in struwelen, graslanden en secundaire bossen boven 1000 meter en telt vier ondersoorten:
- T. m. sharpei: van noordelijk Myanmar en zuidelijk China tot noordwestelijk Thailand en noordelijk Indochina.
- T. m. vitryi: zuidelijk Laos.
- T. m. sinianum: zuidoostelijk China (behalve noordwestelijk Fujian).
- T. m. milnei: noordwestelijk Fujian.

## Status
De grootte van de populatie is niet gekwantificeerd maar de soort wordt omschreven als vrij schaars tot zeldzaam. Op de Rode lijst van de IUCN heeft deze soort de status niet bedreigd.